# Athena (cohete)
Athena, conocido originalmente como LMLV (Lockheed-Martin Launch Vehicle) o LLV (Lockheed Launch Vehicle) fue un lanzador orbital propulsado por combustible sólido construido por Lockheed-Martin y retirado en 2001 debido a la falta de rentabilidad.

## Versiones

### Athena 1
Versión básica del Athena, utilizando un Castor 120 como primera etapa. Lanzado 4 veces, con un solo fallo. El primer lanzamiento tuvo lugar el 15 de agosto de 1995 y el último el 30 de septiembre de 2001.

#### Especificaciones
- Carga útil: 820 kg a LEO (185 km de altura y 28,5 grados de inclinación orbital); 360 kg a una órbita helisincrónica (800 km de altura, 98,6 grados de inclinación).
- Empuje en despegue: 1449 kN
- Masa total: 66 300 kg
- Diámetro: 2,36 m
- Longitud total: 18,9 m

### Athena 2
Versión mejorada, con dos Castor 120 como primera y segunda etapas y un Orbus como tercera etapa. Lanzado 3 veces, una fallida. El primer lanzamiento tuvo lugar el 17 de enero de 1998 y el último el 24 de septiembre de 1999.

#### Especificaciones
- Carga útil: 2065 kg a LEO (185 km de altura y 28,5 grados de inclinación orbital); 1165 kg a una órbita helisincrónica (800 km de altura, 98,6 grados de inclinación).
- Empuje en despegue: 1449 kN
- Masa total: 120 700 kg
- Diámetro: 2,36 m
- Longitud total: 28,2 m

### Athena 3
Se habría tratado de una versión para elevar cargas pesadas, pero nunca llegó a volar.

#### Especificaciones
- Carga útil: 3665 kg a LEO (185 km de altura y 28,5 grados de inclinación orbital).

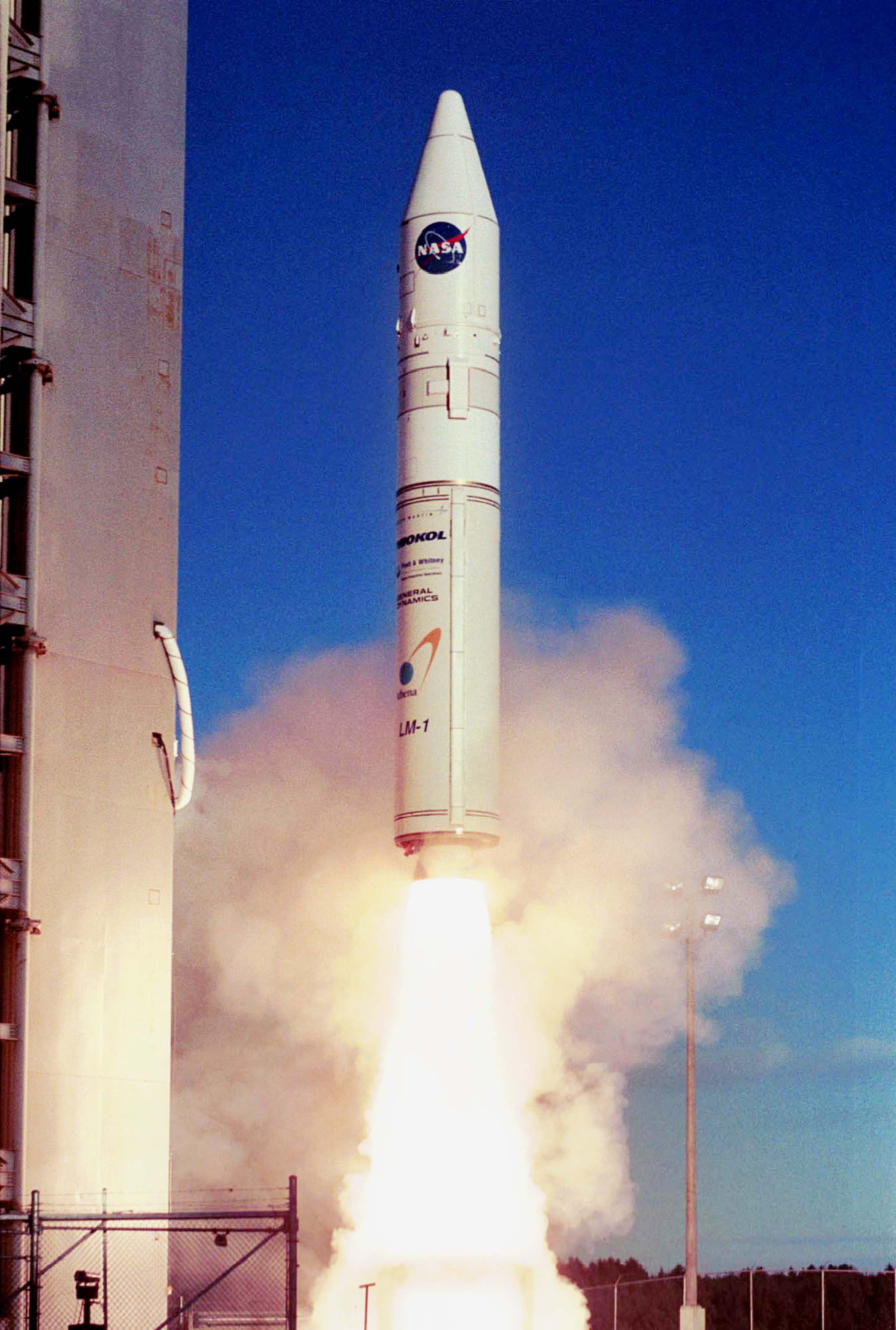
Lanzamiento de un Athena 1 desde la isla de Kodiak en Alaska (30 de septiembre de 2001).

- Empuje en despegue: 2140 kN
- Masa total: 146 800 kg
- Diámetro: 2,36 m
- Longitud total: 28,2 m